# Brasilianische Frauen-Handballnationalmannschaft
Die brasilianische Frauen-Handballnationalmannschaft vertritt Brasilien bei internationalen Turnieren im Frauenhandball.
Die brasilianische Auswahl konnte zehn Panamerikameisterschaften gewinnen. 2013 gewann Brasilien als erste panamerikanische Mannschaft den WM-Titel.

## Erfolge bei Meisterschaften

### Weltmeisterschaften
- Weltmeisterschaft 1995: 19. Platz
- Weltmeisterschaft 1997: 23. Platz
- Weltmeisterschaft 1999: 13. Platz
- Weltmeisterschaft 2001: 16. Platz
- Weltmeisterschaft 2003: 16. Platz
- Weltmeisterschaft 2005: 07. Platz
- Weltmeisterschaft 2007: 14. Platz
- Weltmeisterschaft 2009: 15. Platz
- Weltmeisterschaft 2011: 05. Platz
- Weltmeisterschaft 2013: 01. Platz
- Weltmeisterschaft 2015: 10. Platz
- Weltmeisterschaft 2017: 18. Platz
- Weltmeisterschaft 2019: 17. Platz
- Weltmeisterschaft 2021: 06. Platz (von 32 Teams)
Team: Bruna de Paula (in 7 Spielen eingesetzt / 27 Tore geworfen), Mariane Fernándes (7/7), Tamires Morena Araújo (7/24), Ana Paula Rodrigues Belo (7/20), Jéssica Quintino (7/23), Bárbara Arenhart (7/3), Talita Alves (7/1), Francielle Gomes (7/2), Larissa Araújo (7/13), Adriana Cardoso de Castro (7/30), Samara Vieira (7/3), Giulia Guarieiro (6/18), Thais Fermo (7/3), Patrícia Matieli (7/20), Renata Arruda (7/2), Lívia Ventura (7/7);[2] Trainer war Cristiano Silva.
- Weltmeisterschaft 2023: 09. Platz (von 32 Teams)
Team: Bruna de Paula (6/26), Bárbara Arenhart (5/1), Adriana Cardoso de Castro (6/28), Gabriela Bitolo (1/1), Mariana Costa (6/20), Kelly de Abreu Rosa (6/15), Larissa Araújo (6/15), Francielle da Rocha (6/8), Gabriela Moreschi (6/0), Giulia Guarieiro (6/20), Patrícia Matieli (5/9), Tamires Morena Araújo (6/12), Mariane Fernándes (3/6), Fernanda Paulino de Lima (5/9), Ana Paula Rodrigues Belo (5/15), Jhennifer Lopes (6/2), Marcela Santos Arouinian (5/9)[3]
Trainer: Cristiano Silva
- Weltmeisterschaft 2025: qualifiziert

### Panamerikameisterschaften
Bei den von 1986 bis 2017 ausgetragenen Panamerikameisterschaften errang Brasilien diese Erfolge:
- Gold: 1997, 1999, 2000, 2003, 2005, 2007, 2011, 2013, 2015, 2017
- Silber: 2009
- Bronze: 1986, 1989, 1991

### Süd- und mittelamerikanische Meisterschaft
- Süd- und zentralamerikanische Meisterschaft 2018: 1. Platz (qualifiziert für die Weltmeisterschaft 2019)
- Süd- und zentralamerikanische Meisterschaft 2021: 1. Platz (qualifiziert für die Weltmeisterschaft 2021)
- Süd- und zentralamerikanische Meisterschaft 2022: 1. Platz (qualifiziert für die Weltmeisterschaft 2023)
- Süd- und zentralamerikanische Meisterschaft 2024: 1. Platz (qualifiziert für die Weltmeisterschaft 2025)

### Olympische Spiele
- 2004: 7. Platz
- 2020 (2021): 11. Platz
- 2024: 7. Platz

## Kader: Olympische Spiele 2024
Gabriela Moreschi (CSM Bukarest), Renata Arruda (CS Gloria 2018 Bistrița-Năsăud), Larissa Araújo (CSM Corona Brașov), Jéssica Quintino (HC Dunărea Brăila), Adriana Cardoso de Castro (ŽRK Budućnost Podgorica), Marcela Arounian (Club Deportivo Balonmano Aula), Tamires Morena Araújo (CS Gloria Bistrița-Năsăud), Kelly de Abreu Rosa (atticgo Balonmano Elche), Mariane Fernándes (Balonmano Bera Bera), Bruna de Paula (Győri ETO KC), Jhennifer Lopes (Rocasa Gran Canaria), Patrícia Matieli (MKS Zagłębie Lubin), Giulia Guarieiro (KH-7 BM. Granollers), Gabriela Bitolo (Costa del Sol Málaga)
Reservespielerinnen: Bárbara Arenhart (Rokometni Klub Krim), Ana Cláudia Bolzan (Benfica Lissabon), Samara Vieira (Konyaaltı Belediyespor)

## Bekannte Spielerinnen
- Idalina Borges Mesquita

## Trainer
Trainiert wurde das Team von 2017 bis 2021 von Jorge Dueñas.